# Международная электрическая выставка 1881

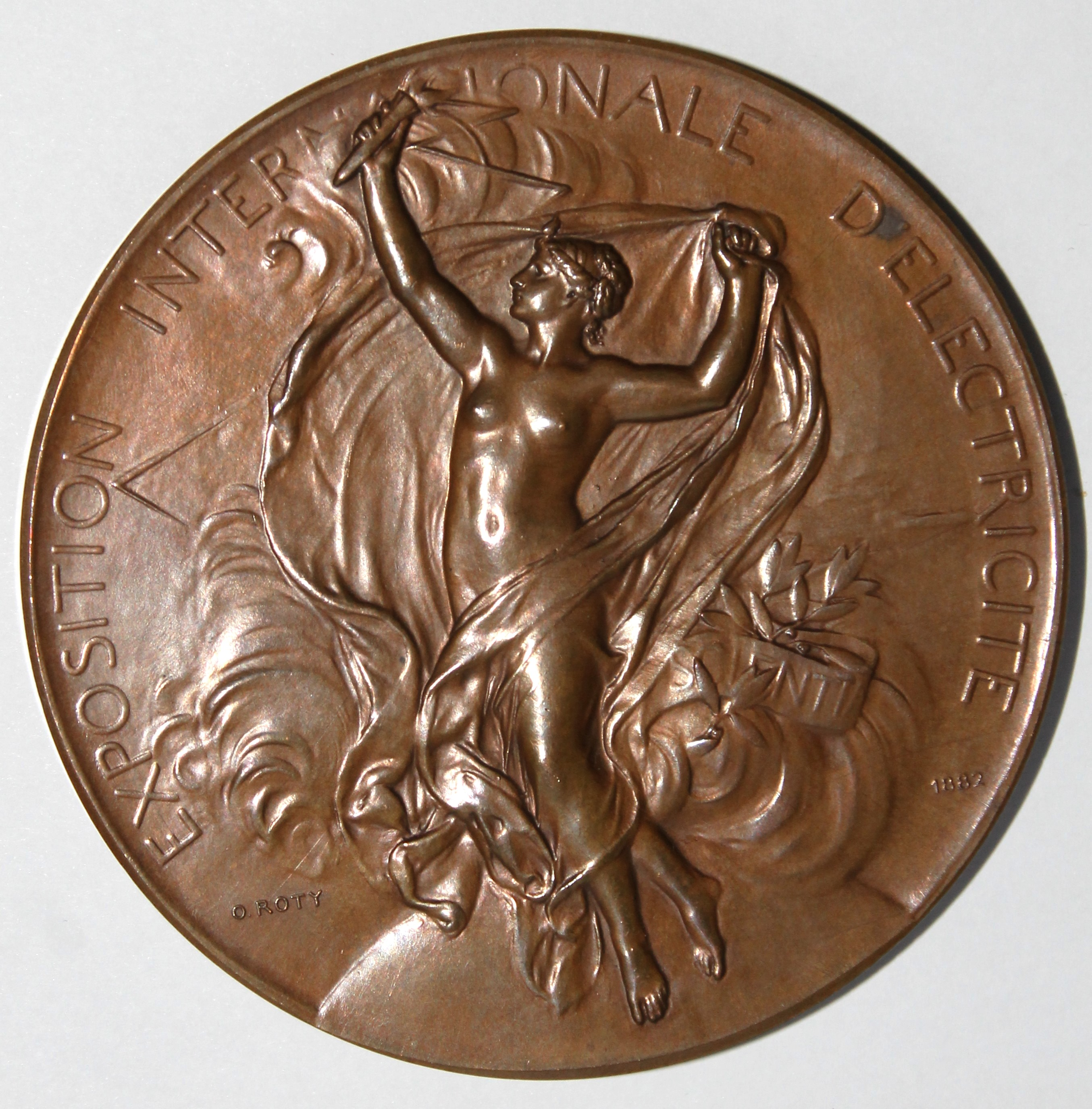
Медаль Международной электрической выставки

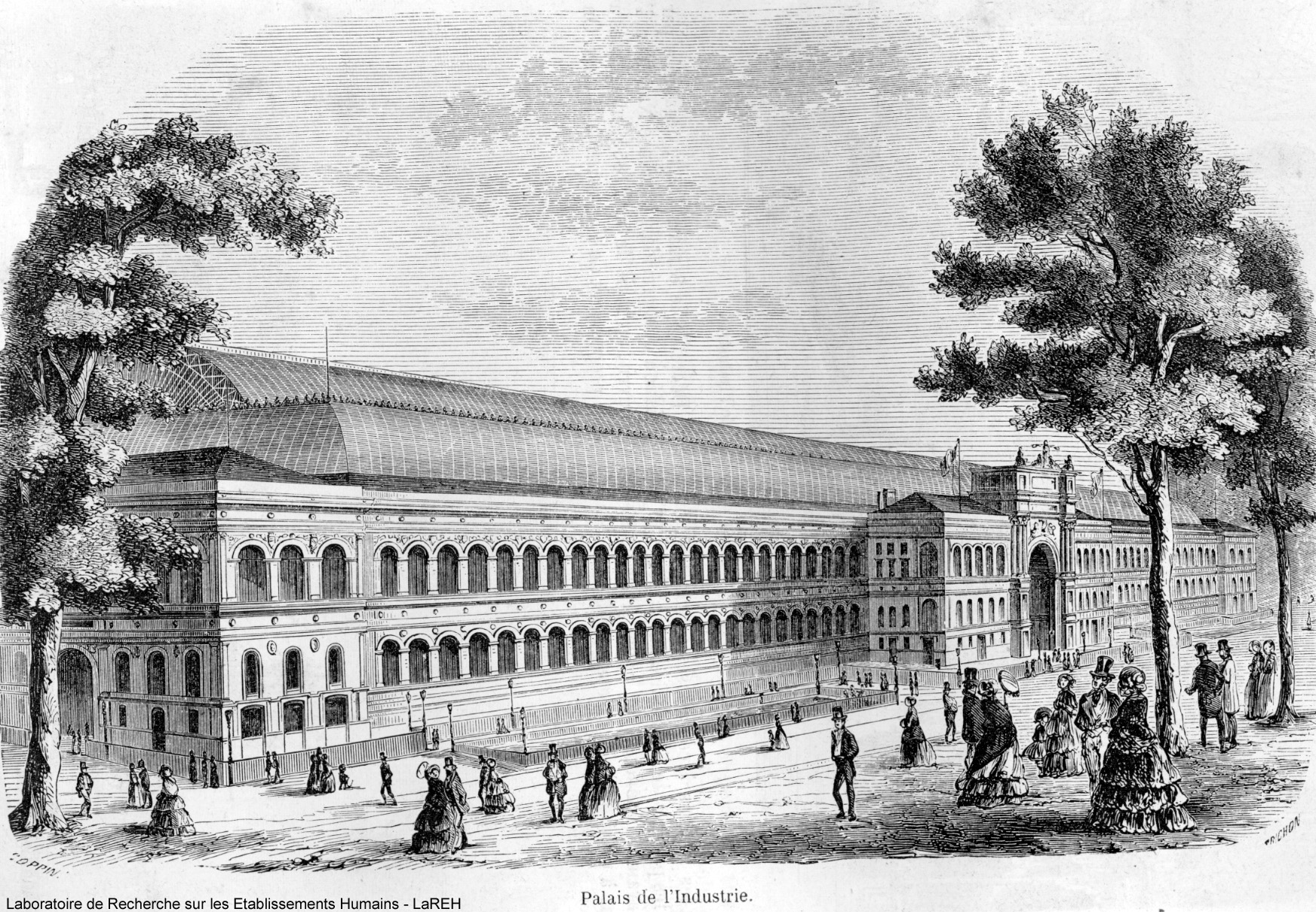
Здание музея науки и индустрии в 1855 году

Международная электрическая выставка 1881 года — первая электрическая выставка, состоявшаяся в парижском Дворце индустрии на Елисейских Полях с 15 августа по 15 ноября 1881 года. Одновременно с выставкой в августе в Париже проходил Международный конгресс электриков.
В Международной электрической выставке приняли участие Великобритания, США, Германия, Италия, Нидерланды и Франция. На выставке была продемонстрирована первая динамо-машина Зеноба Грамма. Томас Эдисон представил запатентированную им лампу с угольной нитью. В одном из залов играл стереофонический театрофон. Вернер фон Сименс представил первый электрический трамвай, Александр Белл — первый коммерческий телефон. Марсель Депре продемонстрировал электрическую распределительную сеть, Густав Труве — экспериментальный электромобиль. Николай Бенардос продемонстрировал способ электросварки «Электрогефест», за что получил золотую медаль.